# 권우 (1363년)
권우(權遇, 1363년 - 1419년)는 고려 말기·조선 초기의 학자이며, 포은 정몽주의 제자이자 세종대왕, 학역재 정인지의 스승이다. 본관은 안동(安東)으로 처음 이름은 권원(權遠), 처음 자는 중려(仲慮)였고 뒤에 자를 여보(慮甫)로 바꾸었다.
어려서 학문을 배우고, 뒤에 포은 정몽주의 제자가 되었다. 1385년 우왕 11년 문과에 급제하여 성균관 박사를 거쳐 이조좌랑 등을 지냈다. 조선이 건국한 뒤에는 예문관 제학에 올랐으며, 충녕대군(세종)이 세자로 책봉되자 빈객이 되어 세종에게 경사를 가르쳤다. 호 매헌(梅軒). 검교정승(檢校政丞)을 지낸 권희(權僖)의 아들.

## 생애
어려서는 형 권근에게서 배웠고, 자라서는 정몽주(鄭夢周) 문하에서 수학하고, 1385년 우왕 11년 문과에 급제하였다. 이후 성균관박사를 거쳐 공양왕 말에 이조좌랑이 되었다. 그러나 스승인 정몽주나 동문인 길재, 이숭인 등과는 정치적 견해를 달리하여 역성혁명파에 참여하여 활동하였다. 한편 교육에도 적극성을 보여 정인지 등의 문하생들을 가르치기도 한다.
1392년 7월 조선이 건국한 뒤에도 계속 관직에 머물러 있었다. 이후 교서감승(校書監丞), 군기감승(軍器監丞) 등을 거쳐서 예문관제학에 올랐으며, 1418년 태종 18년에 충녕대군(忠寧大君)이 왕세자로 책봉되자, 빈객(賓客)이 되어 경사(經史)를 강론하였다. 세종의 즉위를 본 후 1419년에 죽었다.
글씨를 잘 쓰고 시문에 능하였으며, 성리학과 주역에 밝았다. 저서로 《매헌집》(梅軒集), 글씨로 충청북도 충주에 소재한 <화산군권근신도비>(花山君權近神道碑) 등이 있다.

## 가족 관계
- 아버지 : 권희(權僖)
- 어머니 : 한종유(韓宗愈)의 딸 - 한양한씨
  - 부인 : 홍빈(洪贇)의 딸 - 남양홍씨
    - 장남 : 권조(權措)
    - 자부 : 남심(南深)의 딸
      - 손자 : 권한(權)
      - 손녀 : 노한석(盧漢石)에게 출가
      - 손녀 : 최함(崔涵)에게 출가

    - 차남 : 권채(權採)
    - 자부 : 유두명(柳斗明)의 딸
      - 손자 : 권성(權晟)

    - 삼남 : 권기(權技)
    - 자부 : 이흥문(李興門)의 딸
      - 손자 : 권율(權慄)
      - 손자 : 권침(權忱)
      - 손녀 : 김중아(金仲雅)에게 출가
      - 손자 : 허담(許憺)에게 출가

    - 사남 : 권안(權按)
    - 자부 : 허항(許恒)의 딸
    - 장녀 : 채윤(蔡倫)에게 출가
      - 외손자 : 채임소(蔡任紹)
      - 외손자 : 채신명(蔡申命)
      - 외손자 : 채신석(蔡申錫)
      - 외손자 : 채신복(蔡申福)
      - 외손자 : 채신보(蔡申保)
      - 외손녀 : 김효인(金孝仁)에게 출가
      - 외손녀 : 허장민(許長民)에게 출가
      - 외손녀 : 서섭(徐涉)에게 출가
      - 외손녀 : 김이(金彛)에게 출가

    - 차녀 : 진유번(陳有蕃)에게 출가
      - 외손자 : 진석신(陳錫臣)
      - 외손자 : 진석공(陳錫公)
      - 외손자 : 진석경(陳錫卿)
      - 외손녀 : 최여징(崔汝澄)에게 출가

    - 삼녀 : 유종식(柳宗植)에게 출가
      - 외손자 : 유문통(柳文通)
      - 외손자 : 유문달(柳文達)
      - 외손녀 : 변옥강(卞玉岡)에게 출가

    - 사녀 : 송계중(宋繼中)에게 출가
      - 외손자 : 송미년(宋眉年)
      - 외손자 : 송호년(宋胡年)

## 저서 및 작품

### 저서
- 《매헌집》(梅軒集)

### 작품
- <화산군권근신도비>(花山君權近神道碑)

## 사상과 영향
그의 스승은 정몽주였으나, 형 권근과 야은 길재가 그의 동문이었다. 그 밖에 왕자시절의 충녕대군(훗날의 세종대왕)이 그의 제자였는데, 그가 후에 길러낸 제자들을 통해 영향력을 행사하게 된다.
백이정, 안향→이제현→이색→정도전

　　　　　　　　　　　　　→이숭인

　　　　　　　　　　　　　→정몽주→권근

　　　　　　　　　　　　　　　　　　→권우→세종대왕

　　　　　　　　　　　　　　　　　　　　　→정인지

　　　　　　　　　　　　　　　　　　→길재→김숙자→김종직→정여창

　　　　　　　　　　　　　　　　　　　　　　　　　　　　　→김굉필→조광조→백인걸→이이(율곡)

　　　　　　　　　　　　　　　　　　　　　　　　　　　　　　　　　　　　　→성수침→성혼(우계)

　　　　　　　　　　　　　　　　　　　　　　　　　　　　　　　　　　　　　→이연경

　　　　　　　　　　　　　　　　　　　　　　　　　　　　　　　　　→김안국

　　　　　　　　　　　　　　　　　　　　　　　　　　　　　　　　　→김정국

　　　　　　　　　　　　　　　　　　　　　　　　　　　　　→주계부정 이심원

　　　　　　　　　　　　　　　　　　　　　　　　　　　　　→김일손

　　　　　　　　　　　　　　　　　　　　　　　　　　　　　→김전

　　　　　　　　　　　　　　　　　　　　　　　　　　　　　→남곤

그러나 그의 제자들은 수도 적었고, 출사하지 않은 그의 동문 길재의 제자들 만큼 빛을 보지 못하였다.

## 같이 보기
- 권근
- 정도전
- 정몽주
- 세종대왕
- 권람
- 권제

1. ↑  안동 권씨 집성촌이다.